# 13305 Денієланґ
13305 Денієланґ (13305 Danielang) — астероїд головного поясу, відкритий 14 вересня 1998 року.
Тіссеранів параметр щодо Юпітера — 3,509.